# بيبي غانغ
زكريا موهيب (مواليد 26 يونيو 2001) المعروف أيضًا باسم بيبي غانغ، هو مغني راب إيطالي-مغربي، بدأ مسيرته الموسيقية في عام 2018، حيث أصدر أغنيته الأولى بعنوان (Street) والتي تم تصويرها في محطة قطار في كالولزيوكورتي، وله أغنيتين منفردتين أخريين، "التعليم" و"سيلا 1"، غناها في عام 2019، مستوحاة من تجاربه في السجن. وفي عام 2021 أطلق أغنيتين بعنوان (EP)، و (EP1). مسلم الديانا

## قضايا قانونية
بين عامي 2020 و 2021، أدين بعدة جرائم، بما في ذلك التشهير وانتهاك الملكية الفكرية وغيرها، وفي 20 أغسطس 2021 تلقى من شرطة ميلانو دعوة بعد مشاجرة حدثت في ملهى ليلي؛ الأمر الذي منعه من دخول الحانات والمراقص والأماكن العامة في المدينة. في أبريل 2022، أعفي من القضية وسمح له بالغناء في نوادي ميلانو في 9 مايو. وفي يناير 2023 قبض عليه مع اثنين من مغني الراب الآخرين لارتكاب أربع عمليات سطو مسلح في ميلانو وسندرية، وفي أبريل قُبض عليه لانه قام بمهاجمة ضابطي شرطة والفرار من مكان الحادث. في 26 يناير 2023 حكم عليه بالسجن 4 سنوات و 10 أشهر.